# Mellionnec
Mellionnec (bretonisch Melioneg) ist eine französische Gemeinde mit 420 Einwohnern (Stand: 1. Januar 2022) im Département Côtes-d’Armor in der Region Bretagne. Sie gehört zum Arrondissement Guingamp und zum Kanton Rostrenen. Zudem ist der Ort Mitglied des 1993 gegründeten Gemeindeverbands Kreiz-Breizh. Die Einwohner werden Mellionnecois(es) genannt.

## Geographie
Mellionnec liegt etwa 54 Kilometer südwestlich von Saint-Brieuc an der südlichen Grenze des Départements Côtes-d’Armor.

## Bevölkerungsentwicklung
| Jahr                       | 1793 | 1821 | 1831 | 1872 | 1926 | 1962 | 1968 | 1975 | 1982 | 1990 | 1999 | 2006 | 2012 |
| Einwohner                  | 1120 | 1154 | 1403 | 1093 | 1437 | 889  | 749  | 628  | 567  | 420  | 440  | 413  | 413  |
| Quellen: Cassini und INSEE |      |      |      |      |      |      |      |      |      |      |      |      |      |

## Baudenkmäler
Siehe: Liste der Monuments historiques in Mellionnec